# NN-218
La carretera NN-218 es una vía departamental secundaria ubicada en el departamento de Rivas, al sur de Nicaragua. Con una longitud de 10.7 km, conecta la comunidad de San Pedro en el municipio de Belén con la zona urbana de San Jorge, contribuyendo a fortalecer el transporte local y el acceso a servicios básicos. Fue inaugurada oficialmente en 2024 por el MTI.

## Trazado y cruces
La siguiente tabla muestra las principales localidades y conexiones por donde transita la NN-218:
| km   | Localidad           | Departamento | Conexión / Ruta |
| ---- | ------------------- | ------------ | --------------- |
| 0.0  | Comunidad San Pedro | Rivas        |                 |
| 5.3  | El Mojón            | Rivas        |                 |
| 10.7 | Colonia San Jorge   | Rivas        |                 |

## Coordenadas
Uno de los tramos de la NN-218 puede ser encontrado en las coordenadas: 11°25′03″N 85°47′11″O / 11.4175, -85.7863